# 330 North Wabash
Le 330 North Wabash est un gratte-ciel situé au 330 N. Wabash Avenue dans le secteur communautaire de Near North Side à Chicago (Illinois, États-Unis), œuvre de l'architecte Ludwig Mies van der Rohe. La construction est achevée en 1973.
Il mesure 212 mètres et comprend 47 étages. L'immeuble appartient à la compagnie Prime Group Realty Trust.
Un petit buste de l'architecte par le sculpteur Marino Marini est présent dans le hall. L'immeuble est situé sur une place donnant sur la rivière Chicago.
Avec ses 212 mètres de hauteur, 330 North Wabash est le deuxième plus haut bâtiment de Mies van der Rohe, le plus haut étant la Toronto-Dominion Tower à Toronto. Ce fut son dernier bâtiment en Amérique.